# Jurij Łucenko
Jurij Witaliowycz Łucenko, ukr. Юрій Віталійович Луценко (ur. 14 grudnia 1964 w Równem) – ukraiński polityk, z wykształcenia inżynier elektronik. Minister, deputowany i prokurator generalny. Mąż Iryny Łucenko.

## Życiorys
Absolwent lwowskiej politechniki. Krótko pracował jako konstruktor. Pod koniec pierwszej połowy lat 90. przeszedł do administracji regionalnej. Od 1997 do 1998 był wiceministrem nauki i technologii, później doradcą premiera, następnie przewodniczącego Rady Najwyższej Ołeksandra Moroza. W 2002 z listy Socjalistycznej Partii Ukrainy uzyskał mandat deputowanego.
W 2004 należał do najbardziej aktywnych przywódców pomarańczowej rewolucji, a w ramach SPU do zwolenników bliskiej współpracy z Naszą Ukrainą. Od lutego 2005 do grudnia 2006 w rządach Julii Tymoszenko, Jurija Jechanurowa i Wiktora Janukowycza zajmował stanowisko ministra spraw wewnętrznych. Po decyzji socjalistów o pozostaniu w rządzie odszedł z partii i rządu, założył własny ruch pod nazwą Ludowa Samoobrona, został też doradcą prezydenta Wiktora Juszczenki.
Jako lider NS podpisał porozumienie o utworzeniu bloku Nasza Ukraina-Ludowa Samoobrona, w przedterminowych wyborach w 2007 ponownie został posłem, kandydując z numerem pierwszym na liście koalicji.
W nowym rządzie po raz czwarty został nominowany na urząd ministra spraw wewnętrznych. Odszedł z urzędu w 2010 wraz z całym gabinetem. Pod koniec tego samego roku wszczęto wobec niego trzy postępowania karne w tym o sprzeniewierzenie majątku państwowego i nadużycia władzy – m.in. poprzez zawyżenie wynagrodzenia swojemu szoferowi i bezzasadną organizację obchodów dnia milicji. 26 grudnia 2010 został zatrzymany, a następnego dnia decyzją sądu tymczasowo aresztowany. W lutym 2012 skazany w pierwszej instancji na karę czterech lat pozbawienia wolności za rzekome nadużycia związane z wydatkami publicznymi. Postępowania karne wytaczane m.in. Jurijowi Łucence stały się przedmiotem zainteresowania Parlamentu Europejskiego, który w swojej rezolucji skrytykował władze ukraińskie i wezwał do zapewnienia niezależności i bezstronności w procesach przed sądami. Europejski Trybunał Praw Człowieka w 2012 ocenił jego tymczasowe aresztowanie jako bezprawne i naruszające prawa człowieka oraz motywowane politycznie. W kwietniu 2013 został ułaskawiony przez prezydenta Wiktora Janukowycza i zwolniony z zakładu karnego.
Powrócił do działalności politycznej. Zaangażowany w opozycyjne protesty, które rozpoczęły się w listopadzie 2013. W styczniu 2014 został ranny podczas starć między demonstrantami a milicją. W sierpniu tego samego roku stanął na czele Bloku Petra Poroszenki, powracając w tym samym roku z ramienia tej partii do Rady Najwyższej.
W maju 2016 powołany na prokuratora generalnego Ukrainy. Funkcję tę pełnił do sierpnia 2019.

## Odznaczenia
Odznaczony Orderem Księcia Jarosława Mądrego V klasy (2006).